# Кутновський повіт
Кутновський повіт (пол. powiat kutnowski) — один з 21 земських повітів Лодзького воєводства Польщі.
Утворений 1 січня 1999 року в результаті адміністративної реформи.

## Загальні дані
Повіт знаходиться у північній частині воєводства.
Адміністративний центр — місто Кутно.
Станом на 1.01.2008 населення становить 103 007 осіб, площа 886,86 км².

## Демографія
Демографічні дані повіту станом на 31 grudnia.2007:
|       | Всього  | Всього | Жінки  | Жінки | Чоловіки | Чоловіки |
| ----- | ------- | ------ | ------ | ----- | -------- | -------- |
|       | осіб    | %      | осіб   | %     | осіб     | %        |
| Повіт | 103 007 | 100    | 53 497 | 51,9  | 49 510   | 48,1     |
| Міста | 60 488  | 100    | 32 072 | 53,0  | 28 416   | 47,0     |
| Села  | 42 519  | 100    | 21 425 | 50,4  | 21 094   | 49,6     |